# مكتبة الكفرة
المكتبة السنوسية بالكُفرة أو مكتبة زاوية التاج أو مكتبة الكُفرة كانت مكتبة تقع في مدينة الكُفرة جنوب شرقي ليبيا وتأسست في عهد إدارة محمد المهدي السنوسي للمنطقة بعد انتقاله للكفرة قادماً من الجغبوب في عام 1895. كما قام برعايتها بعده ابنه محمد ادريس السنوسي. كانت المكتبة تضم آلاف المخطوطات والكتب النادرة والتي استغرق جمعها قرابة قرن من الزمان.

## تدمير المكتبة
ارتبط مصير المكتبة بدورها في نشر العلم في منطقة الصحراء الكبرى وكذلك نشر الإسلام في القارة الأفريقية. كما ارتبط بأحداث المقاومة ضد المستعمر الإيطالي. 
تعرضت المكتبة أثناء الغزو الإيطالي للقصف عندما اسقط عليها الطيران الحربي الإيطالي كميات من القنابل في 26 أغسطس من عام 1931 على زاوية التاج فتعرضت محتوياتها إلى دمار كبير.
لكن الدمار الرئيسي الذي لحق بها حدث عندما تمكنت القوات الإيطالية رفقة مرتزقة أفارقة وليبيين من الدخول إلى الكفرة، حيث قاموا بسرقة وحرق المكتبة ومنها آلاف الكتب التي تم تدميرها منها ماتم جمعه على مدار قرن من الزمان. 
لاحقاً قامت سلطات الاحتلال بنقل ماتبقى من كتب إلى بنغازي تمهيداً لنقلها إلى إيطاليا حيث تركت في المخازن ببنغازي دون عناية معرضة للرطوبة والأمطار ومن ثم العبث والسرقة.
في ستينيات القرن العشرين تم ضم ماتبقى كتب ووثائق من مكتبة الجغبوب ومكتبة الكفرة إلى مكتبة بجامعة بنغازي حيث تم فهرستها وتصويرها.